# محمدرضا وکیل گیلانی
محمدرضا وکیل گیلانی سیاست‌مدار ایرانی بود، که در دوره بیست و چهارم مجلس شورای ملی بعنوان نماینده بوئین زهرا از استان قزوین در مجلس شورای ملی حضور داشت.